# ルプ★さらだ
『ルプ★さらだ』は、竹本泉による日本の漫画作品。『Be Love パフェ』（講談社）にて、1990年3月号から1991年3月号にかけて連載された。1996年に同作品のキャラクターを用いたパズルゲーム『るぷぷキューブ ルプ★さらだ』が発売された。

## 書誌情報
- 『ルプ★さらだ』主婦と生活社 ミッシィコミックス、1992年11月、ISBN 978-4-391-91419-1
- 『ルプ★さらだ』幻冬舎コミックス バーズコミックス デラックス、2007年11月24日初版、ISBN 978-4-344-81145-4

## るぷぷキューブ ルプ★さらだ
1996年8月30日にデータム・ポリスターから発売されたPlayStation用ゲームソフト。主人公のサラダを動かしてブロックを押し、同じ色のブロックを3つ以上くっつけることで消していくパズルゲームで、ストーリーの合間にパズルが出題される。
2008年1月31日にディンプルよりニンテンドーDS版『るぷぷキューブ ルプ★さらだDS』、2010年1月28日にPSP版『るぷぷキューブ ルプ★さらだ ぽーたぶる…またたび』が発売された。2010年9月22日にはPS版がゲームアーカイブスで配信開始された（配信元・ガンホー・オンライン・エンターテイメント）。レイティングはCERO：A（全年齢対象）。2008年2月にはCD『音盤ルプ★さらだDS』（データム・ポリスター）も発売された。
竹本泉はPSP版発売にあたってUMDの無いPSP goを購入してしまった。

### 評価
PS版はファミ通クロスレビューでは6、7、6、7の26点。レビュアーはルールは簡単でコツを覚えやすい面構成と難易度、失敗するごとにヒントが増えていき解法を見つけやすくなるシステム、音楽を賞賛して原作ファンでなくともいいとしたが、熟練すればハマるが逆転を狙おうとして詰むのはストレスを溜めるとした。